# Mionandra
Mionandra är ett släkte av tvåhjärtbladiga växter. Mionandra ingår i familjen Malpighiaceae.
Kladogram enligt Catalogue of Life:
| Mionandra | \| \| Mionandra camareoides \| \| \| \| \| \| Mionandra paraguariensis \| \| \| \| |
|           | \| \| Mionandra camareoides \| \| \| \| \| \| Mionandra paraguariensis \| \| \| \| |
|           | Mionandra camareoides                                                              |
|           |                                                                                    |
|           | Mionandra paraguariensis                                                           |
|           |                                                                                    |